# Турмеро
Турме́ро (исп. Turmero) — город в Венесуэле, штат Арагуа, столица муниципалитета Сантьяго Мариньо. Входит в состав городской области Маракай — конурбации на севере страны. Расположен на берегу реки Турмеро в бассейне озера Валенсия. Население — 330 201 человек (2011). Церковь XVII века.